# Synammia
Synammia es un género de helechos perteneciente a la familia  Polypodiaceae. Están descritas 6 especies de las que sola una ha sido aceptada hasta la fecha.

## Taxonomía
Synammia fue descrito por Karel Presl y publicado en Tentamen Pteridographiae 212. 1836. La especie tipo es: Synammia triloba C. Presl.  

## Especies aceptadas
A continuación se brinda un listado de las especies del género Synammia aceptadas hasta junio de 2012, ordenadas alfabéticamente. Para cada una se indica el nombre binomial seguido del autor, abreviado según las convenciones y usos:
- Synammia elongata C.Presl
- Synammia espinosae G.Kunkel
- Synammia feuillei (Bertero) Copel.
- Synammia intermedia G.Kunkel
- Synammia skottsbergii G.Kunkel
- Synammia triloba C. Presl